# Viaggio di Constantine John Phipps
Il Viaggio di Constantine John Phipps del 1773 verso il Polo Nord fu una spedizione della Royal Navy britannica suggerita dalla Royal Society e in particolare dal suo vicepresidente Daines Barrington, che credeva in un mare polare aperto senza ghiaccio. Per questo scopo, due bombarde, HMS Racehorse e HMS Carcass, furono modificate per una maggiore protezione e resistenza al ghiaccio e navigarono verso il Polo Nord nell'estate del 1773 sotto i comandi di Constantine John Phipps e Skeffington Lutwidge. Le navi rimasero bloccate nel ghiaccio vicino alle Svalbard. Il resoconto del viaggio, pubblicato da Phipps nel 1774, conteneva le prime descrizioni scientifiche dell'orso polare e del gabbiano d'avorio.